# Poursuite par équipes masculine aux Jeux olympiques d'été de 2016
Navigation
Londres 2012 Tokyo 2020
La poursuite par équipes masculine, épreuve de cyclisme sur piste des Jeux olympiques d'été de 2016, a lieu du 11 au 12 août 2016 sur le vélodrome de Barra, à Rio de Janeiro, au Brésil.

## Format de la compétition
Les dispositions particulières aux Jeux olympiques sont détaillées dans l'article 3.2.085 du règlement de l'UCI.
Dix équipes de quatre coureurs prennent part à cette épreuve.
Qualifications
Les équipes réalisant les huit meilleurs temps sont qualifiées pour le premier tour.
Premier tour
Les équipes sont appariées de la façon suivante en fonction de leur classement en qualifications : 6e-7e, 5e-8e, 2e-3e et 1re-4e.
Finale
Elle oppose les vainqueurs des confrontations 2e-3e et 1re-4e du premier tour.
Finales de classement
Les six équipes ayant participé au premier tour et n'étant pas qualifiées pour la finale disputent les trois finales de classement en fonction du temps qu'elles ont réalisé lors du premier tour : les deux meilleures se rencontrent pour la 3e place, les deux suivantes pour la 5e et les deux dernières pour la 7e.

## Programme
Tous les horaires correspondent à l'UTC-3
| Date                  | Horaire | Manche         |
| --------------------- | ------- | -------------- |
| Jeudi 11 août 2016    | 17 h 25 | Qualifications |
| Vendredi 12 août 2016 | 16 h 50 | Demi-finales   |
| Vendredi 12 août 2016 | 18 h 20 | Finales        |

## Résultats

### Qualifications
Les dix équipes de quatre coureurs participent à un tour de qualifications. Les huit équipes avec les meilleurs temps se qualifient pour la suite de la compétition alors que les autres reçoivent un rang final basé sur le temps obtenu.
| Rang | Pays             | Cyclistes                                                            | Temps          | Notes |
| ---- | ---------------- | -------------------------------------------------------------------- | -------------- | ----- |
| 1    | Grande-Bretagne  | Ed Clancy Steven Burke Owain Doull Bradley Wiggins                   | 3 min 51 s 943 | Q     |
| 2    | Danemark         | Lasse Norman Hansen Niklas Larsen Frederik Madsen Casper von Folsach | 3 min 55 s 396 | Q     |
| 3    | Australie        | Alexander Edmondson Jack Bobridge Michael Hepburn Sam Welsford       | 3 min 55 s 606 | Q     |
| 4    | Nouvelle-Zélande | Pieter Bulling Aaron Gate Dylan Kennett Regan Gough                  | 3 min 55 s 977 | Q     |
| 5    | Italie           | Simone Consonni Liam Bertazzo Filippo Ganna Francesco Lamon          | 3 min 59 s 708 | Q     |
| 6    | Allemagne        | Henning Bommel Nils Schomber Kersten Thiele Domenic Weinstein        | 4 min 00 s 911 | Q     |
| 7    | Suisse           | Olivier Beer Silvan Dillier Théry Schir Cyrille Thièry               | 4 min 03 s 845 | Q     |
| 8    | Chine            | Fan Yang Liu Hao Qin Chenlu Shen Pingan                              | 4 min 05 s 152 | Q     |
|      | Pays-Bas         | Tim Veldt Wim Stroetinga Jan-Willem van Schip Joost van der Burg     |                | DNF   |

### Premier tour
| Rang | Manche | Pays             | Cyclistes                                                       | Temps          | Notes  |
| ---- | ------ | ---------------- | --------------------------------------------------------------- | -------------- | ------ |
| 1    | 4      | Grande-Bretagne  | Ed Clancy Steven Burke Owain Doull Bradley Wiggins              | 3 min 50 s 570 | WR, OR |
| 2    | 3      | Australie        | Alexander Edmondson Callum Scotson Michael Hepburn Sam Welsford | 3 min 53 s 429 |        |
| 3    | 3      | Danemark         | Lasse Norman Hansen Niklas Larsen Frederik Madsen Rasmus Quaade | 3:53 s 542     |        |
| 4    | 4      | Nouvelle-Zélande | Pieter Bulling Aaron Gate Dylan Kennett Regan Gough             | 3 min 55 s 654 |        |
| 5    | 2      | Italie           | Simone Consonni Liam Bertazzo Filippo Ganna Francesco Lamon     | 3 min 55 s 724 |        |
| 6    | 1      | Allemagne        | Theo Reinhardt Nils Schomber Kersten Thiele Domenic Weinstein   | 3 min 56 s 903 |        |
| 7    | 1      | Suisse           | Olivier Beer Silvan Dillier Théry Schir Cyrille Thièry          | 4 min 03 s 580 |        |
| 8    | 2      | Chine            | Fan Yang Liu Hao Qin Chenlu Shen Pingan                         | 4 min 04 s 420 |        |

### Matchs de classement

#### Septième et huitième places
| Rang | Pays   | Cyclistes                                              | Temps          | Notes |
| ---- | ------ | ------------------------------------------------------ | -------------- | ----- |
| 7    | Suisse | Olivier Beer Silvan Dillier Théry Schir Cyrille Thièry | 4 min 01 s 786 |       |
| 8    | Chine  | Fan Yang Liu Hao Qin Chenlu Shen Pingan                | 4 min 03 s 687 |       |

#### Cinquième et sixième places
| Rang | Pays      | Cyclistes                                                         | Temps          | Notes |
| ---- | --------- | ----------------------------------------------------------------- | -------------- | ----- |
| 5    | Allemagne | Theo Reinhardt Nils Schomber Kersten Thiele Domenic Weinstein     | 3 min 59 s 485 |       |
| 6    | Italie    | Simone Consonni Michele Scartezzini Filippo Ganna Francesco Lamon | 4 min 02 s 360 |       |

#### Troisième et quatrième places
| Rang | Pays             | Cyclistes                                                            | Temps          | Notes |
| ---- | ---------------- | -------------------------------------------------------------------- | -------------- | ----- |
| 3    | Danemark         | Lasse Norman Hansen Niklas Larsen Frederik Madsen Casper von Folsach | 3 min 53 s 789 |       |
| 4    | Nouvelle-Zélande | Pieter Bulling Aaron Gate Dylan Kennett Regan Gough                  | 3 min 56 s 753 |       |

### Finale
| Rang | Pays            | Cyclistes                                                      | Temps          | Notes  |
| ---- | --------------- | -------------------------------------------------------------- | -------------- | ------ |
| 1    | Grande-Bretagne | Ed Clancy Steven Burke Owain Doull Bradley Wiggins             | 3 min 50 s 265 | WR, OR |
| 2    | Australie       | Alexander Edmondson Jack Bobridge Michael Hepburn Sam Welsford | 3 min 51 s 008 |        |